# Eimear Considine
Pas d'image ? Cliquez ici

a Compétitions nationales et continentales officielles uniquement.

b Matchs officiels uniquement.
Dernière mise à jour le 6 novembre 2024.
Eimear Considine, née le 8 mai 1991 à Limerick ou dans le comté de Clare (Irlande), est une joueuse internationale irlandaise de rugby à XV et internationale de rugby à sept évoluant aux postes d'ailier ou d'arrière. Elle a joué au UL Bohemian RFC et représenté le Munster dans le Championnat inter-provinces irlandaises.

## Biographie
Eimear Considine naît le 8 mai 1991 à Limerick ou dans le comté de Clare,, un bastion du football gaélique. Durant sa jeunesse, elle fait de l'athlétisme : en moins de 16 ans, elle est championne d'Irlande de saut en hauteur. Elle pratique le football gaélique, et c'est dans cette discipline qu'elle est détectée par un cadre technique de la Fédération irlandaise de rugby à XV, Stan McDowell. Longtemps elle ignore l'existence du rugby à XV féminin, qu'elle ne découvre qu'en 2013 à la télévision, lors du Grand Chelem des Irlandaises dans le Tournoi des Six Nations.
C'est via le rugby à sept qu'elle vient au rugby à XV, à 23 ans, après être partie vivre à Dublin pour enseigner. Stan McDowell la contacte, via un message sur un réseau social. Elle dispute les tournois de Kazan et Brive en 2015, puis Dubaï et Sao Paulo. À la suite de l'échec de l'Irlande dans la course à la qualification aux Jeux olympiques de Rio, l'expérience à sept d'Eimear Considine prend fin et elle se tourne vers le XV : elle joue en club avec le University of Limerick Bohemian RFC.
En 2017, elle connaît sa première sélection lors du Tournoi des Six Nations, contre l'Écosse. Puis elle est sélectionnée pour la Coupe du monde organisée en Irlande.
Par la suite, elle participe au Tournoi des Six Nations en 2021. Elle dispute également la terrible édition 2022 du Tournoi des Six Nations, celle des cinq défaites irlandaises : lors de la quatrième journée, contre l'Angleterre, elle sort blessée à l'heure de jeu, touchée au ligament latéral interne du genou.
Elle ne joue pas lors de la saison 2022-2023 pour cause de grossesse : son enfant nait en janvier. Elle revient avec la sélection du Munster et se rompt les croisés face au Leinster, durant le Championnat inter-provinces irlandaises en septembre 2023. Elle pense alors que sa carrière est terminée. C'est seulement durant sa rééducation qu'elle se fixe pour objectif de rejouer.
Après deux années sans jouer, elle retrouve les terrains pour la troisième journée du Championnat inter-provinces, le 24 août 2024. Elle joue la finale contre le Leinster, persuadée que c'est son dernier match. Mais l'équipe d'Irlande compte des blessées, notamment Méabh Deely et Katie Corrigan : elle est rappelée en équipe nationale à l'occasion du WXV 2024. Sa dernière sélection avec l'Irlande remonte à avril 2022, la rencontre du Six Nations qu'elle avait quitté blessée. Elle est titularisée lors du match de préparation face à l'Australie, où elle marque un essai. Elle est titulaire lors des trois matchs de la compétition. Puis elle annonce sa retraite sportive en novembre 2024.
En dehors du rugby, elle est professeure d'irlandais et d'éducation physique.

## Palmarès
- Vainqueur du Championnat inter-provinces irlandaises en 2017.